# Wies de Bles
Jacoba Louise (Wies) Loeven-de Bles (Scheveningen, 24 maart 1941) is een Nederlands beeldhouwer en omgevingskunstenaar.

## Leven en werk
De Bles werd opgeleid aan de Vrije Academie in Den Haag, als leerling van Rudi Rooijackers. Ze sloot zich aan bij de Haagse Kunstkring. Ze kreeg in 1962 de Anjerpenning toegekend door het Haagse Anjerfonds en een jaar later ontving ze de Jacob Maris Jeugdprijs. In 1964 vestigde de kunstenares zich in het Zeeuwse Heinkenszand. Ze werd in 1987 geportretteerd voor het tv-programma Kwartslag van het Humanistisch Verbond. De Bles geeft lessen in beeldhouwen bij Kunsteducatie Walcheren.
In 2011 publiceerde De Bles haar gedichtenbundel is. Een van de gedichten werd in het kader van het project Sprekende Gevels op een muur in Middelburg geschilderd.

## Werken (selectie)
- Trompe l'oeil (1978), Oost-Souburg
- De Fontein (1993), Hulst (met Martin McNamara)
- Drijvend plastiek (1996), Hellevoetsluis
- Een berg van water (1998), Ellewoutsdijk
- Oase (2003), Borssele
- Plaatsbepaling (2003), 's-Heer Abtskerke
- Symbiose (2004), Oost-Souburg
- Jong schaap en de verwondering (2006), Lewedorp